# Seychellenrohrsänger

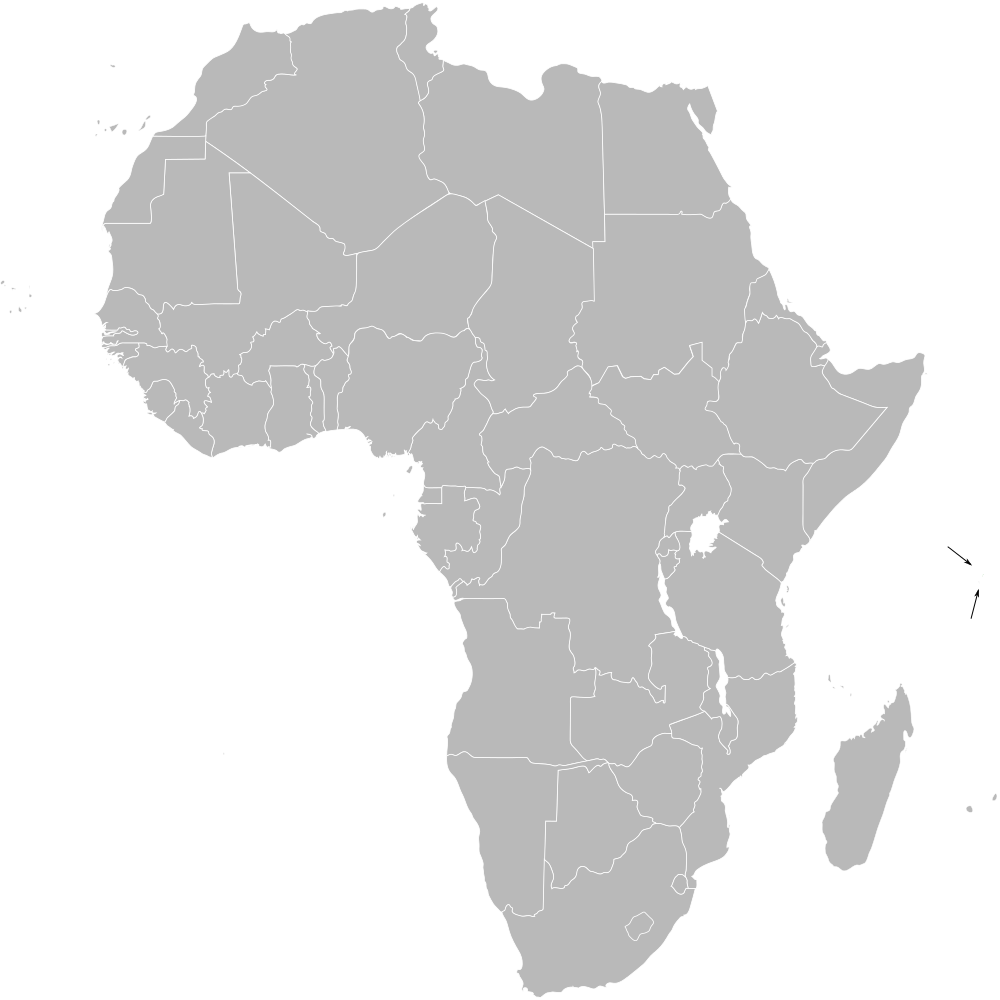
Verbreitung des Seychellenrohrsängers (Acrocephalus sechellensis)

Der Seychellenrohrsänger (Acrocephalus sechellensis), auch als Seychellen-Grasmücke oder Seychellen-Buschsänger bezeichnet, ist ein kleiner Singvogel, der nur auf den fünf Inseln Aride, Cousin, Cousine, Île Denis und Frégate innerhalb der Seychelles Bank vorkommt.

## Beschreibung
Der Seychellenrohrsänger erreicht eine Größe von 14 Zentimetern. Die Oberseite ist olivgrün, die Unterseite fahl gelbgrau. Die langen Beine und der lange, schmale Schnabel sind schieferblau. Die Jungvögel sind dunkler gefärbt und besitzen eine getüpfelte Brust. Der Flug ist flatternd und kraftlos, der Gesang besteht aus einem süßlichen, weichen „szo-a-siih-siih“, das dreimal wiederholt wird.

## Lebensraum und Lebensweise
Der Seychellenrohrsänger kommt in Mangrovensümpfen, im Unterholz der Küstenregion sowie in Palmenhainen vor. Die Nahrung besteht aus Insekten und deren Larven, die entweder im Flug oder von Baumzweigen, Büschen oder auf dem Boden erbeutet werden. Weibchen und Männchen bilden monogame Brutpaare, die hochterritorial sind. Das Verhalten während der Brut- und Nestlingszeit besteht aus einem komplexen System aus kooperativer Bruthilfe und der Fähigkeit, das Geschlechterverhältnis des Nachwuchses zu beeinflussen. Das Weibchen legt ein einziges Ei mit braunen Flecken in ein Nest, das in einer senkrechten Astgabel, einem Busch, Mangroven oder Bambus in einer Höhe von zwei bis fünf Meter errichtet wird. Das muldenförmige Nest besteht aus trockenem Pflanzenmaterial. Die Brutperiode ist von Oktober bis März. Die Brutdauer beträgt etwa 15 Tage, die Nestlingszeit etwa 20 bis 28 Tage. In Brutrevieren mit schlechtem Nahrungsangebot werden hauptsächlich männliche Jungvögel produziert, die das elterliche Brutrevier verlassen, wenn sie flügge sind. In guten Brutrevieren werden hauptsächlich Weibchen geboren, die drei Jahre bei den Eltern verbleiben und diese als Bruthelfer bei der Aufzucht ihrer jüngeren Geschwister unterstützen.

## Status
1965 war der Bestand auf unter 30 Exemplare dezimiert worden. Der ursprüngliche Lebensraum des Seychellenrohrsängers, dichtes Buschland, war durch Kokosplantagen verändert worden. In einer großangelegten Rettungsaktion wurde die Insel Cousin 1968 vom Internationalen Rat für Vogelschutz (ICBP) gekauft und zum streng geschützten Naturreservat erklärt. Die Kokosplantagen wurden entfernt und das Wachstum endemischer Bäume und Sträucher wurde gefördert. Dank dieser Maßnahmen stieg der Bestand bis 1997 auf 2.060 Exemplare an. Heute liegt die Population bei etwa 3.500 Exemplaren.